# Riksväg 8, Nederländerna

Sträckningen för nederländska riksväg 8.

Riksväg 8 (Rijksweg 8) i Nederländerna som går mellan Amsterdam och Zaanstad. Vägen är delvis motorväg och vissa delar är också motortrafikled.